# Ajax (Brussel)
Ajax is een Belgisch historisch merk van bromfietsen en lichte motorfietsen.
De bedrijfsnaam was: Atéliers Ajax, Bruxelles
Atéliers Ajax begon in 1949 met de productie van eigen frames waarin tweetakt-inbouwmotoren van Sachs- en NSU werden gemonteerd. In 1953 werd de productie beëindigd.
Voor andere merken met de naam Ajax, zie Ajax (Coventry) en Ajax (Wolverhampton).